# Samsung Galaxy Note II

Galaxy Note II logotyp

Samsung Galaxy Note II är en Android-baserad smartphone som utmärker sig för att ha en större skärm och därmed även större dimensioner än nästan alla andra mobiltelefoner vid sin samtid. Den har även en pekpenna vilket få mobiltelefoner vid samtiden har. Galaxy Note II anses på grund av sin förhållandevis stora skärm höra till klassen av mobiltelefoner kallad phablet.
Galaxy Note II blev under augusti 2012 uppföljaren till Samsung Galaxy Note.

## Tekniska specifikationer
- Skärm: 5.55", HD Super AMOLED (1,280 x 720)
- Pekpenna: ja
- Operativsystem: Android
- Processor: quad-core 1.6GHz Exynos 4412 processor
- Arbetsminne: 2GB
- Flashminne: 16/32/64GB
- Minneskortplats: upp till 64GB microSD
- Mobilnät: HSPA+21Mbps(HSDPA 21Mbps/HSUPA 5.76Mbps), 4G LTE:100Mbps/50Mbps
- WLAN: 802.11 a/b/g/n (2.4 & 5 GHz)/Wi-Fi Direct
- Bluetooth: Ja v 4.0
- NFC: Ja
- Kamera (baksida): 8 Megapixlar med led blixt
- Kamera (framsida): 1.9 Megapixlar
- USB: MicroUSB 2.0/Host
- HDMI: N/A
- Batteri: Li-ion 3,100mAh
- Dimensioner: 80.5 x 151.1 x 9.4 mm
- Vikt: 182.5g